# إدوارد تي. سكوت
إدوارد تي. سكوت هو سياسي أمريكي، ولد في 6 أغسطس 1965 في كولبيبر في الولايات المتحدة. نشط حزبياً في الحزب الجمهوري. وقد انتخب عضو مجلس نواب فرجينيا ‏.